# Чемпионат СССР по самбо 1965
19-й чемпионат СССР по самбо проходил в Перми с 11 по 12 декабря 1965 года. В соревнованиях участвовали 64 человека.

## Медалисты
| Весовая категория       | Золото                                        | Серебро                                       | Бронза                                         |
| ----------------------- | --------------------------------------------- | --------------------------------------------- | ---------------------------------------------- |
| Наилегчайшая (до 58 кг) | Мцариашвили А. Советская Армия (Орджоникидзе) | Бейнашвили Г. «Буревестник» (Гори)            | Борис Корнюшин Советская Армия (Москва)        |
| Легчайшая (до 62 кг)    | Ярослав Керод Советская Армия (Ленинград)     | Николай Козицкий Советская Армия (Киев)       | Валентин Савченко Советская Армия (Свердловск) |
| Полулёгкая (до 66 кг)   | Олег Степанов Советская Армия (Москва)        | Лев Москалёв «Буревестник» (Алма-Ата)         | Алексей Илюшин Советская Армия (Москва)        |
| Лёгкая (до 70 кг)       | Давид Рудман «Динамо» (Москва)                | Валерий Наталенко Советская Армия (Ленинград) | Роберт Джгамадзе Советская Армия (Москва)      |
| Полусредняя (до 75 кг)  | Евгений Глориозов «Буревестник» (Москва)      | Павлов Е. «Буревестник» (Свердловск)          | Читашвили С. Советская Армия (Тбилиси)         |
| Средняя (до 80 кг)      | Анатолий Бондаренко Советская Армия (Киев)    | Бугдан Багакашвили «Буревестник» (Гори)       | Волгин Е. «Динамо» (Алма-Ата)                  |
| Полутяжёлая (до 87 кг)  | Борис Мищенко Советская Армия (Москва)        | Анатолий Юдин Советская Армия (Москва)        | Филарет Асланидис «Молдова» (Кишинёв)          |
| Тяжёлая (свыше 87 кг)   | Анзор Кикнадзе «Динамо» (Тбилиси)             | Владимир Саунин Советская Армия (Киев)        | Василий Усик «Молдова» (Кишинёв)               |